# Yossi Ghinsberg

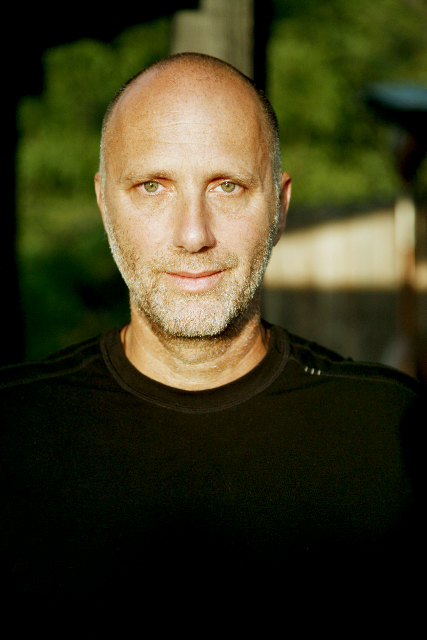
Yossi Ghinsberg

Yossi Ghinsberg, israelisk författare som har släppt flera böcker om sin äventyrsresa i Sydamerika år 1981 som slutade i tragedi. Numera bor Ghinsberg i en nationalpark i Australien och han håller fortfarande kontakt med Kevin Gale, den andra personen som överlevde äventyret i Amazonas.

## Resan i Sydamerika
Ghinsberg är född och uppväxt i Israel och tjänstgjorde tre år i den Israeliska marinen på Röda havet. I sluttampen av ett par års vinddriven existens på luffen genom tre världsdelar så hamnade den drygt tjugoårige israelen Yossi Ghinsberg i staden La Paz i Bolivia. Där träffade han tre andra ryggsäcksutrustade ungdomar, österrikaren Karl Ruprechter, schweizaren Marcus Stamm och amerikanen Kevin Gale. Tillsammans beslutade de sig för att ge sig ut i Amazonas djungler och hitta en förlorad indianstam. De förlitade sig på en guide som sa sig vara expert på området men som snart skulle leda dem in i en livsfarlig situation. Efter ett tag visade det sig att de har gått vilse och efter några dygns vandrande i intet så bestämde de sig för att dela upp sig i två grupper, Yossi och Kevin i den ena, Marcus och Karl i den andra.
Även Yossi och Kevin skulle skiljas åt, utan mat och verktyg under Amazonas värsta regnperiod. Yossi Ghinsberg klarade sig drygt 20 dygn i djungeln med infekterade sår och annat innan han hittades av Kevin Wallace som några dagar tidigare hade räddats av några jägare. Yossi och Kevin var de enda som skulle klara sig ur situationen med livet i behåll. Karl och Marcus har aldrig hittats.
Kevin återvände direkt efteråt för att leta efter Karl och Marcus tillsammans med några frivilliga och en guide men inga spår hittades. Det upptäcktes senare att Karl var internationellt efterlyst. Yossi Ghinsberg återvände sex år senare efter rykten om att Karl skulle vara vid liv. Han hittade många spår men inget annat. Några år senare tog Marcus mor emot uppgifter från en synsk person om att Marcus skulle vara vid liv men hade råkat ut för minnesförlust. Enligt uppgifter skulle Marcus leva på de höga platåerna i Peru. På den tiden var regionen under kontroll av Sendero Luminoso men Ghinsberg begav sig dit i alla fall men hittade ingen Marcus.
År 2005 gjorde Discovery Channel en dokumentärfilm baserad på en av Ghinsbergs böcker. År 2017 gjorde långfilmen Jungle i regi av Greg McLean med Daniel Radcliffe i huvudrollen.